# اورانوس ناوارینی
اورانوس ناوارینی (انگلیسی: Urano Navarrini; ۲ مهٔ ۱۹۴۵ – ۱۸ آوریل ۲۰۲۰) بازیکن فوتبال اهل ایتالیا بود.
از باشگاه‌هایی که در آن بازی کرده‌است می‌توان به باشگاه فوتبال آ.ث. میلان، باشگاه فوتبال نووارا، باشگاه فوتبال ارورا پرو پاتریا ۱۹۱۹، و باشگاه فوتبال پیستویزه اشاره کرد.